# Baishan
Baishan (Koreaans: 바이) is een stadsprefectuur in het zuiden van de noordoostelijke provincie Jilin, Volksrepubliek China.